# 波斯滕基爾 (紐約州)
波斯滕基爾（英語：Poestenkill）是一個位於美國紐約州倫塞勒縣的鎮。

## 人口
根據2020年美國人口普查的數據，波斯滕基爾的面積為84.37平方千米，當中陸地面積為83.80平方千米，而水域面積為0.57平方千米。當地共有人口4322人，而人口密度為每平方千米51人。